# Hong Kok Tin

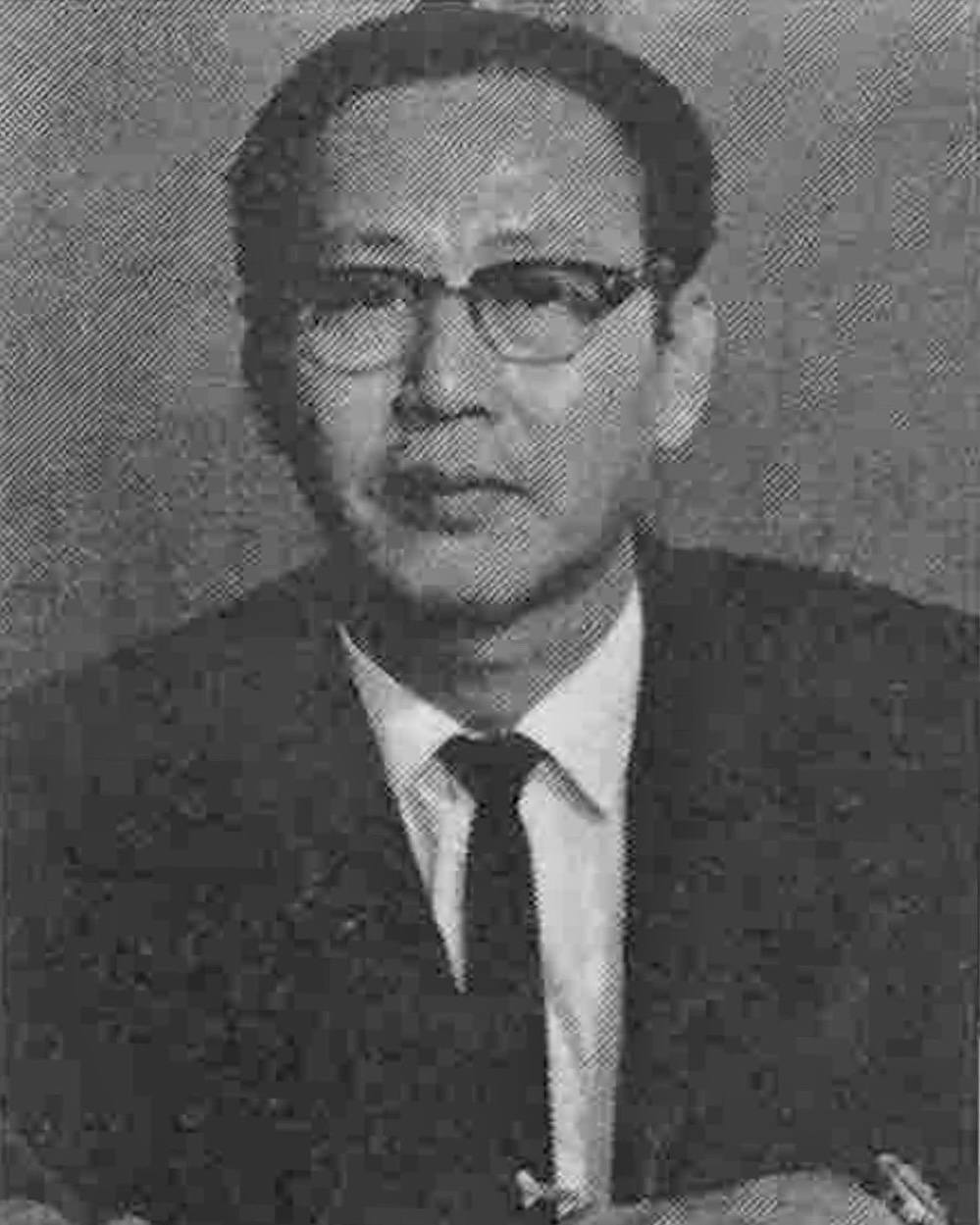
Hong Kok Tin 1965

Hong Kok Tin (chinesisch 方国珍, Pinyin Fāng Guózhēn; geb. 1910, Kuching, Sarawak, British Malaya; gest. 1989, Kuala Belait, Belait, Brunei) war ein Adliger, Geschäftsmann und Politiker von chinesischer Herkunft in Brunei. Er diente im Legislative Council of Brunei.

## Leben

### Jugend und Karriere
Hongs begann mit dreizehn Jahren eine Ausbildung in einem Fahrrad-Geschäft in Sibu, Sarawak. Später kam er auf der Suche nach Arbeit nach Kuching, Miri und Labuan. Schließlich ging er 1931 nach Kuala Belait, welches zu der Zeit noch ein Fischerdorf war, sich aber schnell zu einer Ölstadt wandelte, um die Bedürfnisse der Angestellten im Ölfeld zu befriedigen, welche damals von der Malayan Petroleum Company angestellt wurden. Er entschied sich nach Kuala Belait zu ziehen, wo er seinen ersten eigenen Laden eröffnete, in welchem er Fahrräder verkaufte und andere Importwaren. Der Laden hieß „Chop Seng Hup Hin“. Drei Jahre lang liefen die Geschäfte sehr gut, bevor sie unerwartet durch die japanische Besetzung zm Erliegen kamen.
Nach der Schlacht von Nord-Borneo und der „Befreiung“ durch die Australian Army 1945 musste Hong Kok Tin, wie alle anderen Ladenbesitzer, feststellen, dass sein Laden durch die flächige Bombardierung durch die Alliierten komplett zerstört worden war. Hong nahm seinen Verkauf wieder auf und beteiligte sich auch an einem Transportunternehmen, indem er eine Flotte LKWs anschafft und ca. zwanzig Fahrer anstellte. Chop Seng Hup Hin war 1960 ein bekanntes Unternehmen. Hong verkaufte vor allem ein Sortiment von Produkten der Marke Philips.

### Politische Karriere
1955 berief Marsal Maun Hong zum Registrar der chinesischen Hochzeiten für den Distrikt Belait. Nachdem er Mitglied der Manteri in der sozialen Hierarchie des Landes geworden war, wurde er 1963 ins Executive Council und das Legislative Council of Brunei berufen. Er gehörte dem Executive Council, nachdem das State Council 1959 die Verfassung von Brunei ratifiziert hatte. Dann wurde er zum Assistant Head of Medical and Health Services ernannt (1965–1970), und erhielt 1965 eine Dienstwohnung in der Hauptstadt. Seine Kritiker beschwerten sich jedoch, dass er die so genannten „staatenlosen“ Chinesen, die seit der Zeit des British Resident in Brunei lebten bei ihren Forderungen um Bürgerschaft nicht genug unterstützt habe. 1967 verkündete er, dass Bauprojekte für moderne Krankenhäuser in Bandar Seri Begawan, Kuala Belait und Tutong begonnen hatten und forderte eine Lohnerhöhung für medizinisches Personal und Gesundheitsarbeiter.

### Weitere Ämter
Hong Kok Tin wurde im August 1945 in das Management Committee der Chung Hwa Middle School (CHMS, BSB) in Bandar Seri Begawan berufen. Er war 1955 und 1956 Vorsitzender des Komitees und erneut 1959. 1960 wurde er zum Pehin ernannt und wurde 1965 erneut Vorsitzender des Schulkomitees. Im Mai 1971 entschied das Management Committee einstimmig, Pehin Hong zum Permanent Honorary Chairman zu ernennen, in Anerkennung seiner enormen Leistungen für die Institution.
Mitte der 1950er wurde er vom British Resident ernannt für das Belait District Chinese Affairs Advisory Committee ernannt, welches von ihm organisiert wurde und ihm half die chinesischen Belange in der Gemeinschaft zu behandeln und die notwendigen Anfragen zu stellen.
1969 schenkte Hong dem Brunei Museum eine Japanische Rüstung für die Ausstellung.

## Ehrungen
Pehin Hong wurde 1960 mit dem Manteri-Titel Yang Dimuliakan (The Exalted One) Pehin Bendahari China Kornia Diraja ausgezeichnet. Außerdem hat er die folgenden Ehrungen erhalten:
- Order of Setia Negara Brunei 3. Klasse (SNB); 4. Klasse (PSB)
- Order of Paduka Seri Laila Jasa 3. Klasse (SLJ)
- Omar Ali Saifuddin Medal (POAS)